# Eparchia di Soroca

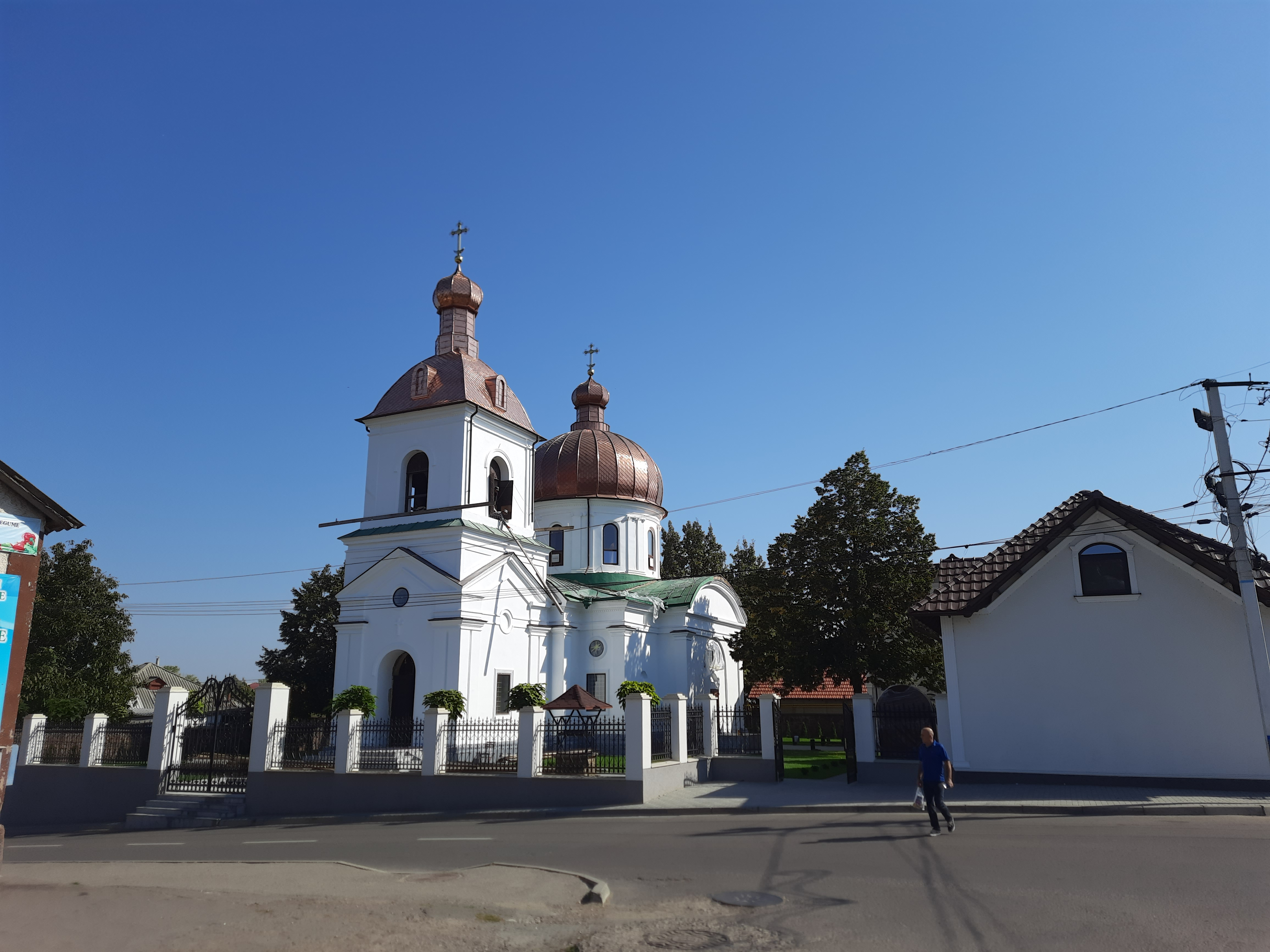
Cattedrale della Dormizione di Maria di Soroca.

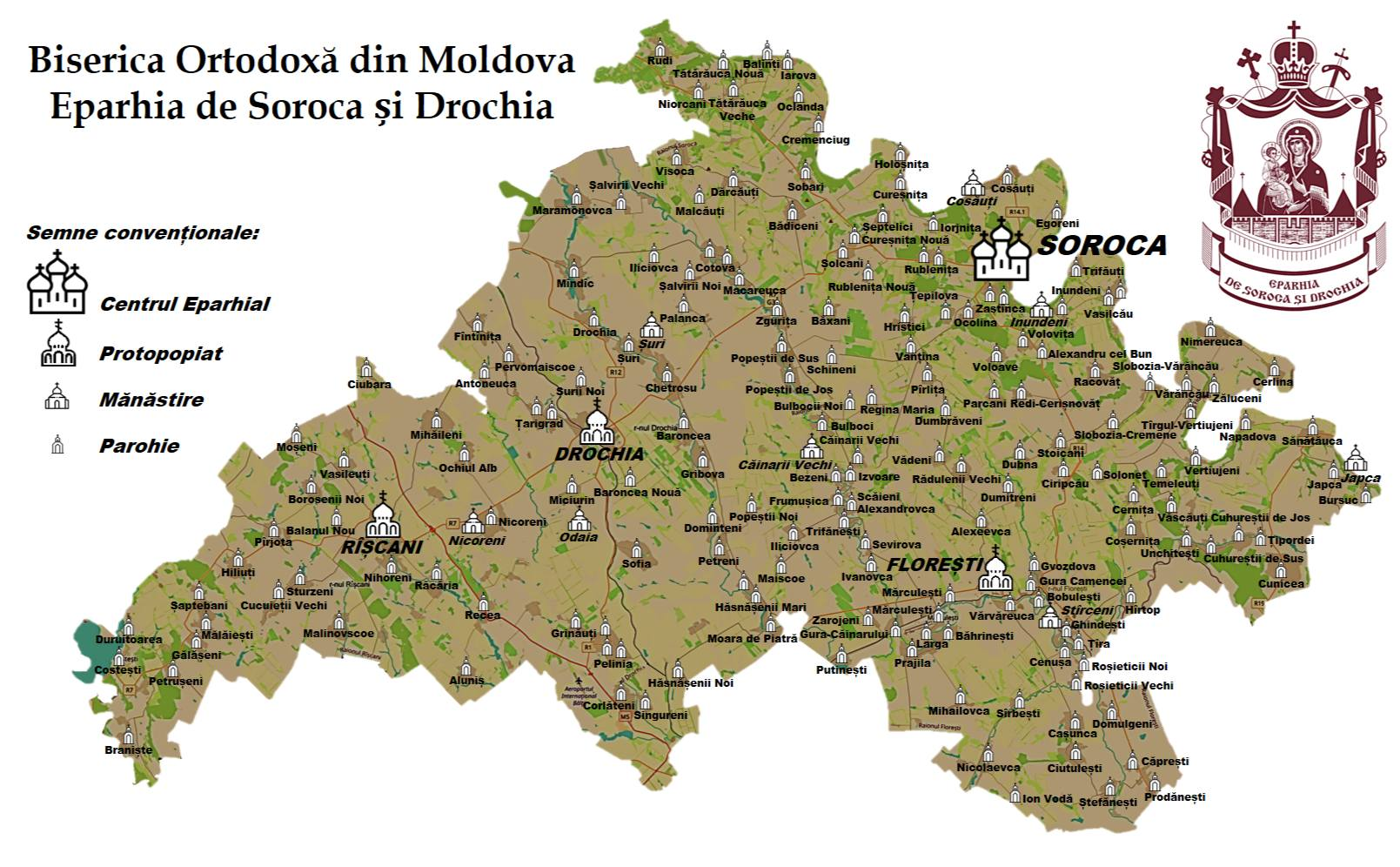
Mappa dell'eparchia.

L'eparchia di Soroca (in russo Сорокская епархия?) o eparchia di Soroca e Drochia (in romeno Eparhia de Soroca și Drochia), è un'eparchia della chiesa ortodossa moldava.

## Territorio
L'eparchia comprende i distretti di Soroca, Drochia, Florești e Rîșcani in Moldavia.
Sede eparchiale è la città di Soroca, dove si trova la cattedrale della Dormizione di Maria.
L'eparca ha il titolo di "eparca di Soroca e Drochia".

## Storia
L'erezione dell'eparchia è stata decisa dal Santo Sinodo della Chiesa ortodossa moldava il 23 aprile 2024, ricavandone il territorio dall'eparchia di Chișinău.
L'erezione canonica è stata approvata dal Santo Sinodo della Chiesa ortodossa russa il 30 maggio 2024.
L'eparchia è stata ufficialmente inaugurata il 25 giugno 2024 da Vladimir, metropolita di Chișinău e di tutta la Moldavia.